# Gift Orban
Pour les articles homonymes, voir Orban.
Gift Orban, né le 17 juillet 2002 dans l'État de Benue, est un footballeur nigérian qui évolue au poste d'avant-centre au TSG Hoffenheim.

## Biographie

### Stabæk
En novembre 2021, alors qu'il joue au Bison FC, il est repéré par Torgeir Bjarmann et Thomas Finstad du club norvégien de Stabæk au Nigeria lors d'un tournoi,. Il s'entraîne avec Stabæk pendant l'hiver 2021-2022 avant de revenir au Nigeria après l'expiration de son visa. De retour en Norvège, il signe pour Stabæk fin mai 2022 sous forme de prêt avec option d'achat.
Il marque ses premiers buts lors de matches de coupe contre les équipes semi-professionnelles de Notodden et Gjøvik-Lyn (deux fois). Il décroche ensuite une place de titulaire. Son but contre le SK Brann est vivement salué et est comparé à celui d'Alanzinho, lors de son passage au club entre 2005 et 2009.
Lorsque Stabæk vend Oliver Valaker Edvardsen en juillet, le club annonce que l'argent du transfert sera utilisé pour l'option de rachat d'Orban. Le contrat liant Orban à Stabæk jusqu'à fin 2026 est annoncé le 3 août. En 2022, il devient le meilleur buteur de la première division norvégienne avec 16 buts, aux côtés de Bård Finne. En aidant Stabæk à remporter l'Eliteserien 2023, Orban est également nommé Jeune Joueur de l'Année en Première Division.

### La Gantoise
Le 31 janvier 2023, Orban rejoint La Gantoise. Le 11 février, Orban marque deux buts lors de ses débuts en Pro League, lors d'un match nul 3-3 contre Westerlo. Le 12 mars, Orban réussi à marquer quatre buts lors d'une victoire 6-2 à l'extérieur contre Zulte Waregem, il est le premier joueur de Gand du XXIe siècle à réaliser cette performance,.
Le 15 mars, il réussit un triplé en première mi-temps lors d'une victoire 4-1 à l'extérieur contre İstanbul Başakşehir lors de la 16e journée de l'UEFA Europa Conference League. Le triplé est marqué en trois minutes et 25 secondes, établissant un nouveau record du triplé le plus rapide dans les compétitions interclubs de l'UEFA, battant le précédent record de 6 minutes et 12 secondes détenu par Mohammed Salah en Ligue des champions,.
En mai 2023, il est rapporté que Chelsea, Manchester United et Tottenham Hotspur s'intéressent au joueur. Orban marque 20 buts lors de ses 20 premiers matchs pour Gand.

### Olympique lyonnais
Le 18 janvier 2024, il s'engage avec l'Olympique lyonnais pour quatre saisons et demie et environ 12 millions d'euros. Le 7 février 2024, il marque son premier but pour l'Olympique Lyonnais lors de la victoire 2-1 contre le LOSC à l'occasion des huitièmes de finale de la Coupe de France de football,. Le 7 avril, il marque son premier but en Ligue 1 face au Football Club de Nantes lors de la victoire de son club (3-1).

### TSG Hoffenheim
En janvier 2025, il est transféré au TSG 1899 Hoffenheim pour un montant de 9 millions d'euros, accompagné d'un bonus maximum de 3 millions d'euros (dont 1 million garanti) et d'un intéressement de 7,5 % sur la plus-value d'un potentiel futur transfert,. 

## Statistiques

### En club
| Saison                | Club                  | Championnat           | Championnat | Championnat | Championnat | Coupe(s) nationale(s) | Coupe(s) nationale(s) | Coupe(s) nationale(s) | Compétition(s) continentale(s) | Compétition(s) continentale(s) | Compétition(s) continentale(s) | Compétition(s) continentale(s) | Total | Total | Total |
| Saison                | Club                  | Division              | M.          | B.          | P.d.        | M.                    | B.                    | P.d.                  | Comp.                          | M.                             | B.                             | P.d.                           | M.    | B.    | P.d.  |
| 2022                  | Stabæk Fotball        | 1. divisjon           | 22          | 16          | 7           | 2                     | 3                     | 0                     | -                              | -                              | -                              | -                              | 24    | 19    | 7     |
| 2022-2023             | KAA La Gantoise       | Division 1A           | 16          | 15          | 2           | -                     | -                     | -                     | C4                             | 6                              | 5                              | 0                              | 22    | 20    | 2     |
| 2023-2024             | KAA La Gantoise       | Division 1A           | 17          | 3           | 0           | 3                     | 0                     | 0                     | C4                             | 10                             | 9                              | 0                              | 30    | 12    | 0     |
| Sous-total            | Sous-total            | Sous-total            | 33          | 18          | 2           | 3                     | 0                     | 0                     | -                              | 16                             | 14                             | 0                              | 52    | 32    | 2     |
| 2023-2024             | Olympique lyonnais    | Ligue 1               | 13          | 1           | 0           | 3                     | 2                     | 0                     | -                              | -                              | -                              | -                              | 16    | 3     | 0     |
| 2024-2025             | Olympique lyonnais    | Ligue 1               | 3           | 2           | 0           | -                     | -                     | -                     | C3                             | 2                              | 0                              | 0                              | 5     | 2     | 0     |
| Sous-total            | Sous-total            | Sous-total            | 16          | 3           | 0           | 3                     | 2                     | 0                     | -                              | 2                              | 0                              | 0                              | 21    | 5     | 0     |
| 2024-2025             | TSG Hoffenheim        | Bundesliga            | 13          | 4           | 0           | -                     | -                     | -                     | C3                             | -                              | -                              | -                              | 13    | 4     | 0     |
| Total sur la carrière | Total sur la carrière | Total sur la carrière | 84          | 41          | 9           | 8                     | 5                     | 0                     | -                              | 18                             | 14                             | 0                              | 110   | 60    | 9     |

## Palmarès

### Distinctions Individuelles
- Meilleur buteur de la première division norvégienne : 2022[9]
- Jeune joueur norvégien de l'année de première division : 2022[26].